# Xenops minutus
El picolezna menudo o picolezna gorgiblanco (Xenops minutus), es una especie de ave paseriforme de la familia Furnariidae. Es nativo de la América tropical (Neotrópico), desde el sur de México, por América Central y del Sur, hasta el norte de Argentina. Se describen hasta once subespecies, pero la combinación de análisis genético-moleculares, morfológicos y vocales sugieren que la presente especie se trata de dos o tres especies diferentes.

## Nombres comunes
Se le denomina también picolezna común, picolezna liso o picolezna sencillo (en México), xenops común (en Honduras y Costa Rica), piquivuelto común (en Nicaragua), xenops bayo (en Panamá), xenops pardusco (en Colombia), pico lezna pechirrayado (en Venezuela), pico-lezna simple (en Perú), picolezna chico (en Argentina y Paraguay), picolezna oscuro o enano (en Argentina).

## Distribución y hábitat
Las subespecies se distribuyen ampliamente desde el sur de México, por Belice, Guatemala, Honduras, Nicaragua, Costa Rica, Panamá, Colombia, Venezuela, Guyana, Surinam, Guayana francesa, la totalidad de la Amazonia brasileña, Ecuador, Perú, hasta el norte de Bolivia; poblaciones en el noreste de Brasil y en el sureste-sur de Brasil, este de Paraguay y extremo noreste de Argentina.
Esta especie es ampliamente diseminada y considerada bastante común a común en sus hábitats naturales, el sotobosque, el estrato medio, y los bordes de selvas húmedas tropicales y subtropicales de tierras bajas, principalmente por debajo de los 900 m de altitud.

## Descripción
El picolezna menudo mide de 11,5 a 12,5 cm de largo, y pesa unos 12 g. Tiene un pico fuerte y puntiagudo con la parte inferior ligeramente curvada hacia arriba. La cabeza es de color marrón con listas superciliares de color crema y listas malares blanquecinas. Las partes superiores son pardas, haciéndose rojizas en el obispillo y la cola. Presenta una banda beige sobre las alas que son de color marrón oscuro. Las pares inferiores son lisas y de color pardo oliváceo. Ambos sexos son de aspecto similar, mientras que los juveniles tienen la garganta de color pardo oscuro. La ausencia de motas y listas en sus partes inferiores es la diferencia más obvia respecto a las otras especies de Xenops, especialmente con el picolezna rojizo (Xenops rutilans). Además es la única especie de regiones bajas del género.

## Comportamiento

### Alimentación
El picolezna menudo se alimenta de insectos de las cortezas, troncos podridos y las ramas secas, incluidos las escarabajos de la madera podrida. Se mueve en todas direcciones por el tronco como los agateadores, aunque no usa su cola para apoyarse. A menudo se une a bandadas de alimentación junto a otras especies.

### Reproducción
A diferencia de los clásicos miembros de la familia Furnariidae que suelen construir elaborados nidos de barro, los picoleznas menudos se limitan a acumular hebras de fibras vegetales en un agujero de un tronco o rama en descomposición a una altura entre 1,5 y 9 m. La puesta media es de dos huevos blancos, que son incubados por ambos miembros de la pareja.

### Vocalización
Puede ser localizado por sus agudas llamadas en forma de «chiit», o sus cantos, una serie de cinco o seis notas vibrantes «fit fit fit f’ f’f f’». 

## Sistemática

### Descripción original
La especie X. minutus fue descrita por primera vez por el naturalista sueco Anders Sparrman en 1788 bajo el nombre científico Turdus minutus; sin localidad tipo definida, presumiblemente «Río de Janeiro, Brasil».

### Etimología
El nombre genérico masculino «Xenops» se compone de las palabras del griego «ξενος xenos» que significa ‘extraño’, y «ωψ ōps, ωπος ōpos» que significa ‘cara’ (en referencia al pico); y el nombre de la especie «minutus», en latín significa ‘pequeño’.

### Taxonomía
El grupo de subespecies genibarbis (incluyendo al grupo mexicanus) es considerado como especie separada de la presente por las clasificaciones Aves del Mundo (HBW) y Birdlife International (BLI), y más recientemente por el Congreso Ornitológico Internacional (IOC), con base en diferencias de plumaje y de vocalización, y con soporte de estudios genético-moleculares de Harvey & Brumfield (2015): el picolezna liso (Xenops genibarbis).
Adicionalmente, y ya excluyendo la subespecie nominal, la combinación de los mismos análisis moleculares y las evidencias vocales indican fuertes diferencias entre el clado noroeste («grupo mexicanus», denominado picolezna liso noroccidental) y el clado sureste  («grupo genibarbis», denominado picolezna liso suroriental); sin embargo, las diferencias morfológicas entre los dos grupos son ligeras, y se precisan análisis completos de todas las evidencias antes de reconsiderar los límites de las subespecies.
La subespecie alagoanus, bastante ignorada desde su descripción en 1954, es en general similar a los miembros del «grupo genibarbis», pero muy poco conocida. El IOC no la lista y la incluye en la subespecie nominal. La subespecie propuesta cayoensis (de Belice) no es diagnosticable.

### Subespecies
Según la clasificación Clements Checklist/eBird, se reconocen once subespecies, con su correspondiente distribución geográfica:
- Grupo politípico mexicanus:
  - Xenops minutus mexicanus P.L. Sclater, 1857 – sur de México (desde Veracruz y norte de Oaxaca) al sur hasta Honduras.
  - Xenops minutus ridgwayi Hartert y Goodson, 1917 – Nicaragua hacia el sur hasta el centro de Panamá.
  - Xenops minutus littoralis P.L. Sclater, 1862 – este de Panamá (Darién) y norte de Colombia (hacia el este hasta los valles del Cauca y del Magdalena) hacia el sur hasta el oeste de Ecuador y extremo noroeste de Perú (Tumbes).
  - Xenops minutus neglectus Todd, 1913 – noreste de Colombia (al sur hasta  Cundinamarca) y noroeste de Venezuela (al este hasta Miranda).
  - Xenops minutus olivaceus Aveledo y Pons, 1952 – serranía del Perijá en el noreste de Colombia y  noroeste de Venezuela.

- grupo politípico genibarbis:
  - Xenops minutus remoratus J.T. Zimmer, 1935 – este de Colombia (hacia el este desde Meta y Caquetá), suroeste de Venezuela (suroeste de Amazonas) y noroeste de Brasil (noroeste de Amazonas hacia el este hasta el río Negro).
  - Xenops minutus ruficaudus (Vieillot, 1816) – este de Colombia (Vichada), sur y este de Venezuela (Amazonas y Bolívar hacia el este hasta la península de Paria), las Guayanas y norte de Brasil (al este hasta el río Negro).
  - Xenops minutus obsoletus J.T. Zimmer, 1924 – este de Ecuador, este de Perú, oeste de Brasil (al sur del río Amazonas, al este hasta el río Madeira) y norte de Bolivia (al sur hasta el norte de Santa Cruz).
  - Xenops minutus genibarbis Illiger, 1811 – centro de Brasil (desde el Madeira hacia el este hasta Piauí, al sur hasta Mato Grosso y norte de Goiás).
  - Xenops minutus alagoanus Pinto, 1954 – noreste de Brasil desde Paraíba al sur hasta Alagoas.

- Grupo monotípico minutus:
  - Xenops minutus minutus (Sparrman, 1788) – este y sureste de Brasil (desde Bahia hacia el sur hasta Santa Catarina), este de Paraguay (al este desde Canindeyú, Caaguazú) y noreste de Argentina (Misiones).